# Молдова на «Евровидении-2015»
Молдова участвовала в конкурсе песни «Евровидение 2015» в Вене, Австрия. Представитель был выбран путём национального отбора, состоящего из двух полуфиналов и финала конкурса «O Melodie Pentru Europa 2015», организованным молдавским национальным вещателем «TRM».
Украинский певец Эдуард Романюта с композицией “I Want Your Love” выиграл национальный отбора на Евровидение 2015 и представил Молдову на этом песенном конкурсе.

## O Melodie Pentru Europa 2015
Национальный отборочный тур был разработан «TRM», чтобы выбрать представителя Молдовы на Евровидении 2015. Мероприятие будет включать в себя два полуфинала и финал, которые состоятся 24, 26 и 28 февраля 2015 года. Все выступления в конкурсе транслировались на телеканале Moldova 1 и Radio Moldova, а также велась онлайн трансляция на официальном сайте «TRM».

### Формат
Конкурс состоял из трёх этапов. Первый этап включал в себя отбор кандидатов из полученных материалов, основанных на критериях: качество мелодии и композиции, вокал и манера исполнения, и оригинальность песни. В этом году впервые принимали заявки и от участников из других стран. Всего было подано 68 музыкальных произведений из них жюри отобрало 60 для участие во втором этапе конкурса. 17 января 2015 года 60 отобранных композиций были исполнены вживую.